# Epinephelus stictus
Epinephelus stictus es una especie de peces de la familia Serranidae en el orden de los Perciformes.

## Morfología
Los machos pueden llegar alcanzar los 33 cm de longitud total.

## Distribución geográfica
Se encuentra al este de Índico y al oeste del Pacífico.